# Bolbosoma
Bolbosoma is een geslacht van wormen die behoren tot de Acanthocephala (haakwormen) en de familie Polymorphidae. 
De wetenschappelijke naam van de groep werd voor het eerst voorgesteld door Porta in 1908.
De wormen bereiken een lichaamslengte van ongeveer een tot twee centimeter. De dieren leven parasitair in het maag-darmstelsel van ongewervelden, vissen, amfibieën, vogels en zoogdieren.